# جوایز انجمن منتقدان فیلم بوستون ۲۰۱۹
۴۰مین جوایز انجمن منتقدان فیلم بوستون

۱۵ دسامبر ۲۰۱۹

بهترین فیلم:

زنان کوچک
چهلمین جوایز انجمن منتقدان فیلم بوستون (به انگلیسی: 40th Boston Society of Film Critics Awards) تقدیر از بهترین‌های فیلم‌سازی در سال ۲۰۱۹ بود و در ۱۵ دسامبر ۲۰۱۹ برگزار شد.

## برندگان
- بهترین فیلم:
  - زنان کوچک
    - دوم: پرتره بانویی در آتش
- بهترین کارگردان:
  - بونگ جون-هو – انگل
    - دوم: گرتا گرویگ – زنان کوچک
- بهترین بازیگر مرد:
  - آدام سندلر – جواهرات تراش‌نخورده
    - دوم: واکین فینیکس – جوکر
- بهترین بازیگر زن:
  - سرشه رونان – زنان کوچک

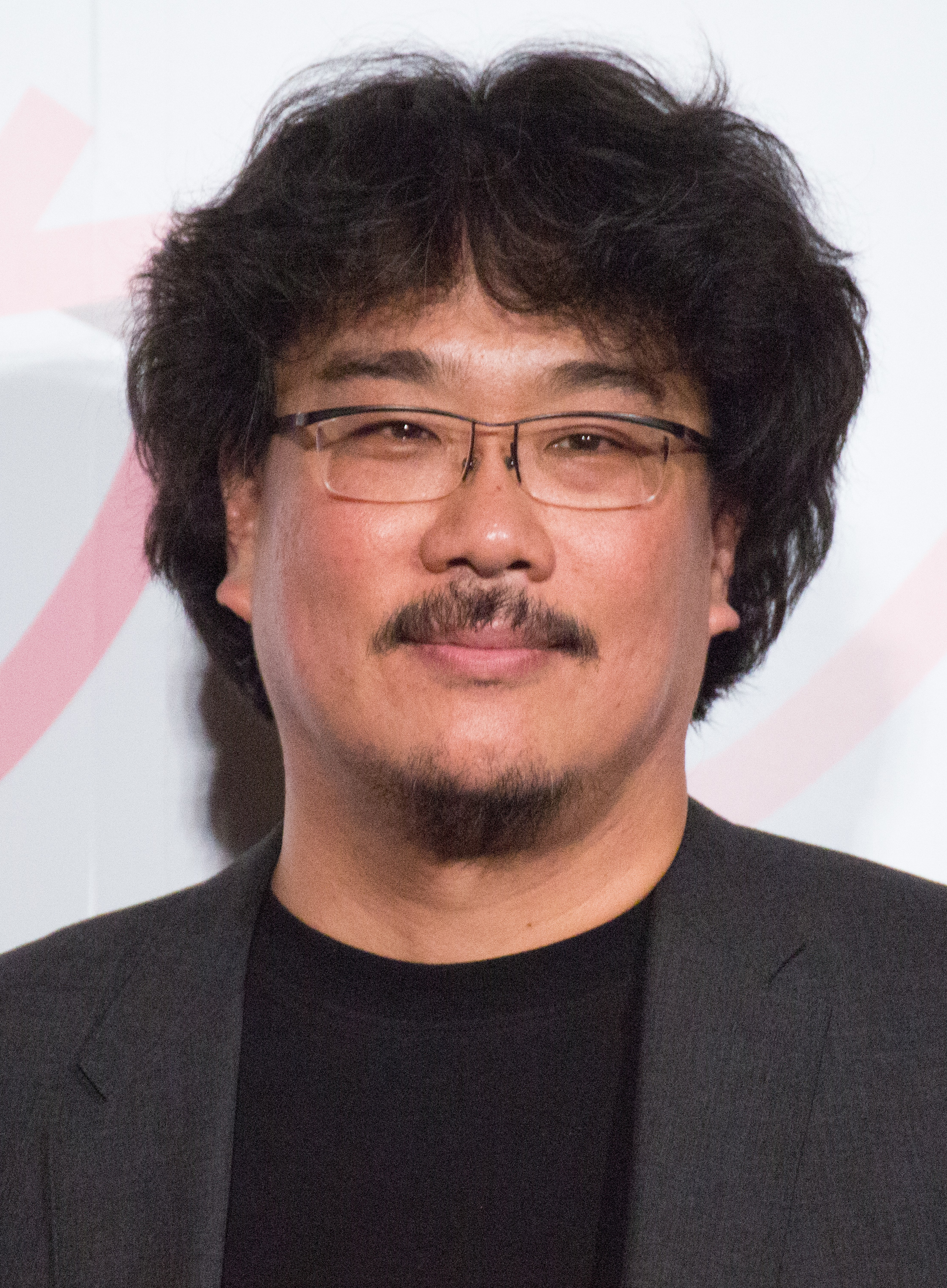
بونگ جون-هو، برنده جایزه بهترین کارگردان

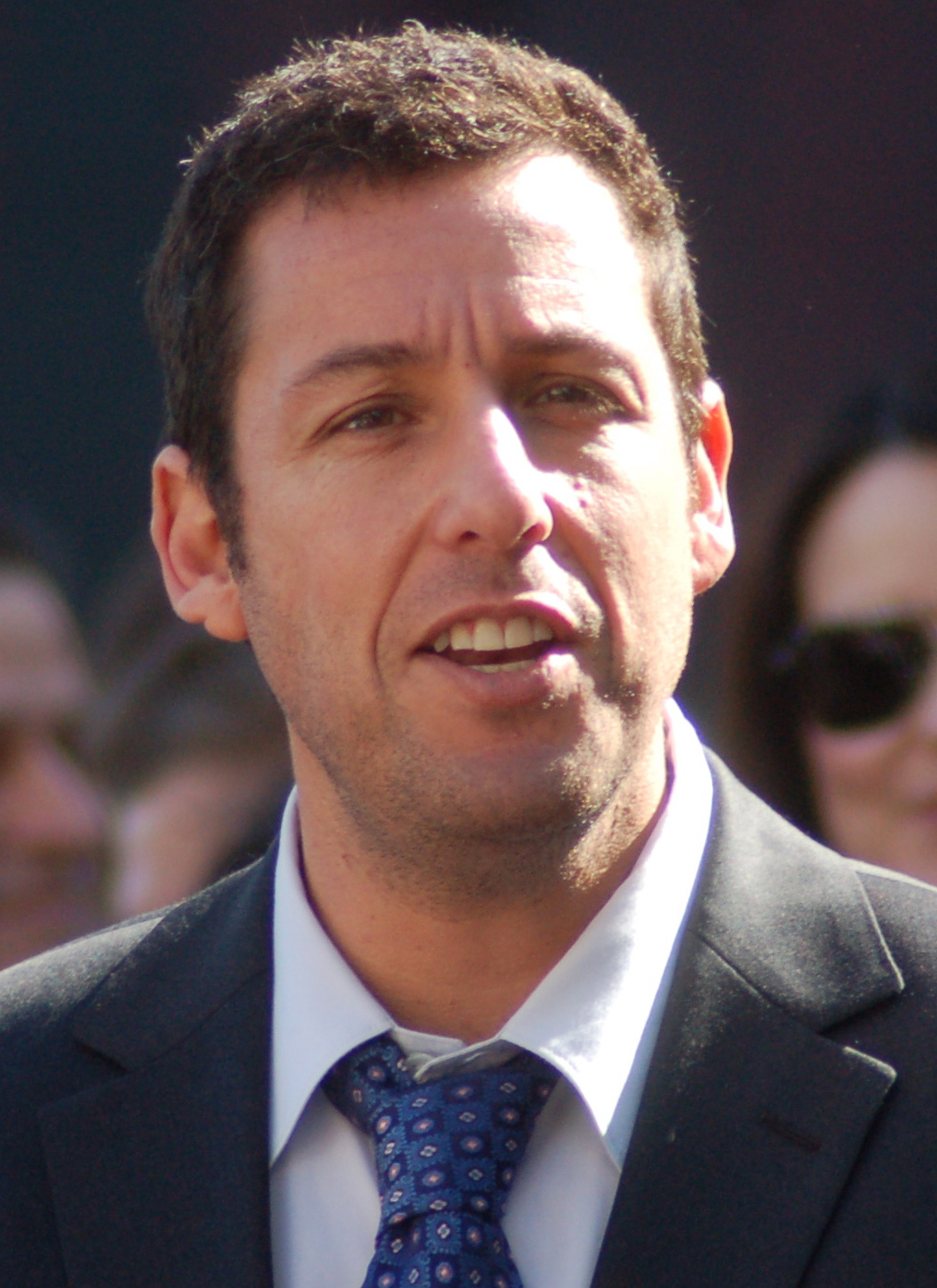
آدام سندلر، برنده جایزه بهترین بازیگر مرد

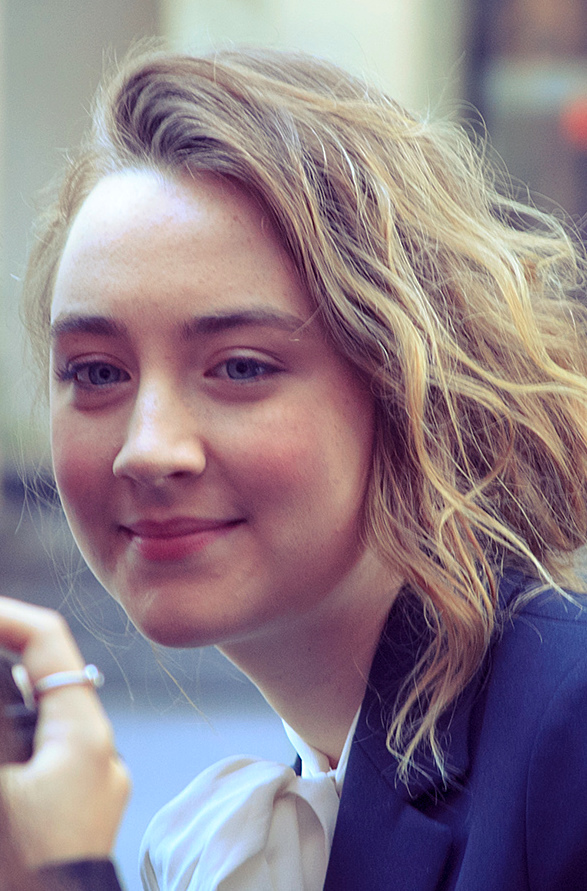
سرشه رونان، برنده جایزه بهترین بازیگر زن

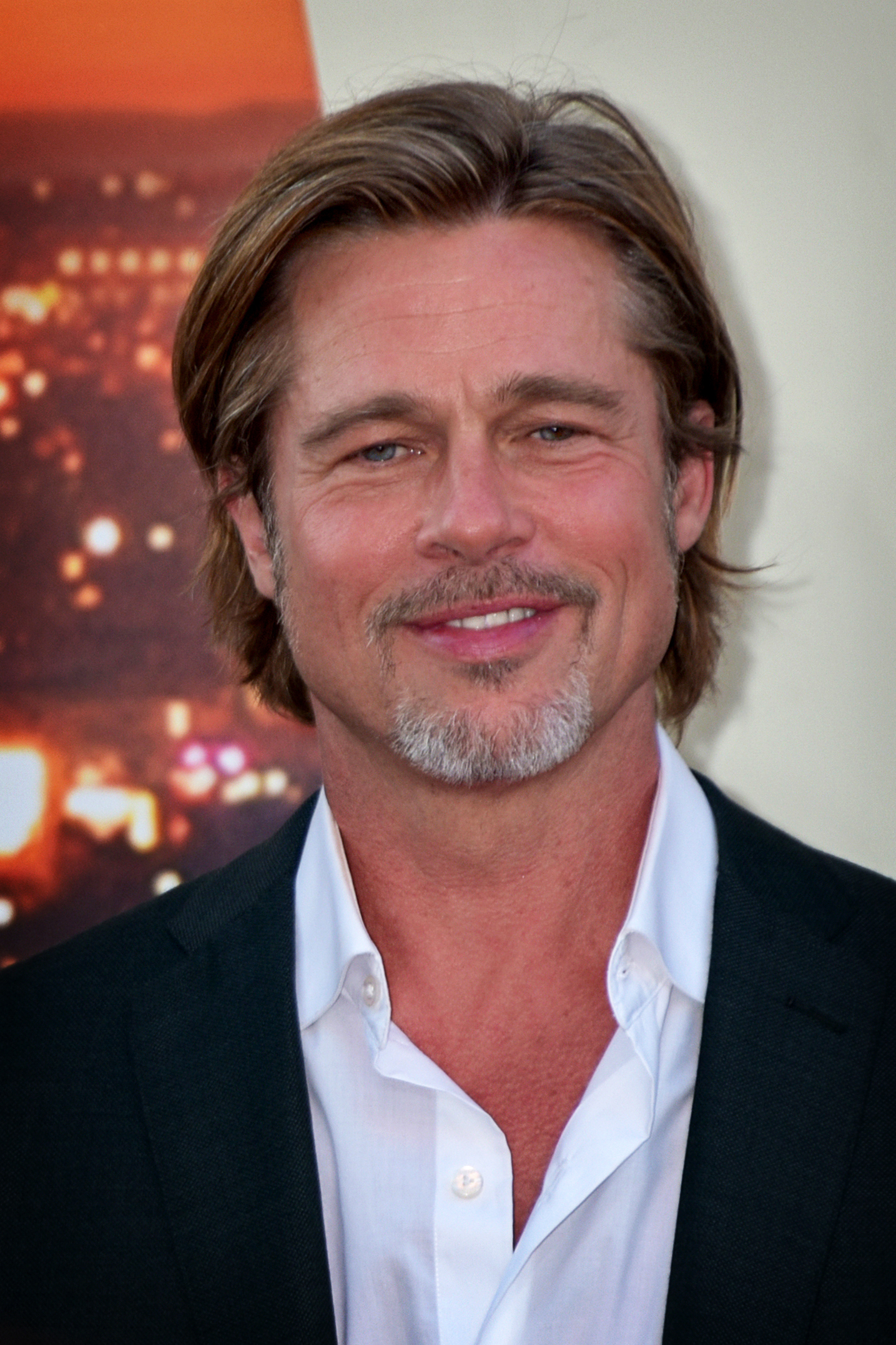
برد پیت، برنده جایزه بهترین بازیگر نقش مکمل مرد

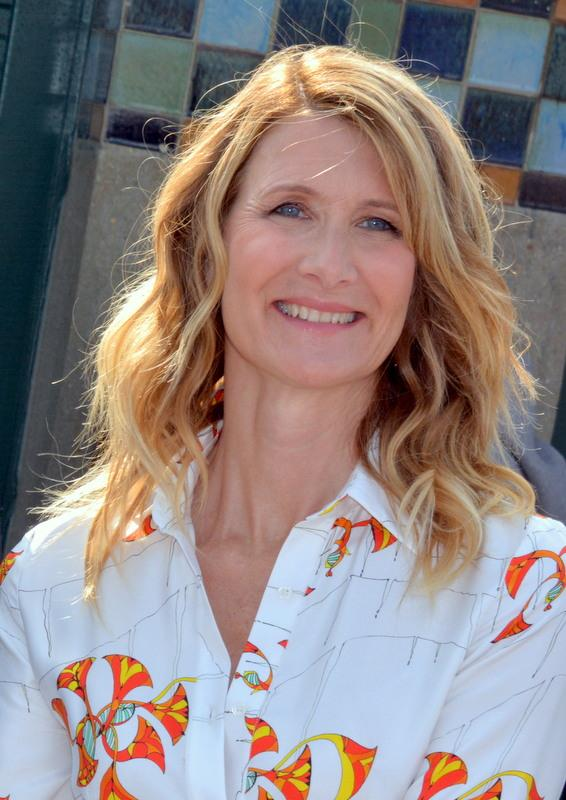
لورا درن، برنده جایزه بهترین بازیگر نقش مکمل زن

    - دوم: الیزابت ماس – بوی او / مری کی پلیس – دایان
- بهترین بازیگر نقش مکمل مرد:
  - برد پیت – روزی روزگاری در هالیوود
    - دوم: جو پشی – مرد ایرلندی
- بهترین بازیگر نقش مکمل زن:
  - لورا درن – داستان ازدواج
    - دوم: فلورنس پیو – زنان کوچک
- بهترین فیلمنامه:
  - کوئنتین تارانتینو – روزی روزگاری در هالیوود
    - دوم: نوآ بامباک – داستان ازدواج / گرتا گرویگ – زنان کوچک
- بهترین فیلم پویانمایی:
  - بدنم را گم کردم
    - دوم: داستان اسباب‌بازی ۴
- بهترین فیلم خارجی‌زبان:
  - انگل
    - دوم: پرتره بانویی در آتش
- بهترین مستند:
  - سرزمین عسل
    - دوم: آپولو ۱۱ / درود بر شیطان
- بهترین فیلمبرداری:
  - کلر ماتون – پرتره بانویی در آتش
    - دوم: رابرت ریچاردسون – روزی روزگاری در هالیوود
- بهترین تدوین:
  - تلما شونمیکر – مرد ایرلندی
    - دوم: رانلد برانستین و برادران سفدی – جواهرات تراش‌نخورده
- بهترین موسیقی فیلم:
  - الکساندر دسپلا – زنان کوچک
    - دوم: امیل موسری – آخرین مرد سیاه‌پوست در سان فرانسیسکو
- بهترین فیلمساز جدید:
  - جو تالبوت – آخرین مرد سیاه‌پوست در سان فرانسیسکو
    - دوم: ماتی دیوپ – آتلانتیک
- بهترین گروه بازیگران:
  - زنان کوچک
    - دوم: روزی روزگاری در هالیوود / انگل